# Canton de Lailli
Le canton de Lailli est une ancienne division administrative française du district de Beaugency situé dans le département du Loiret.

## Histoire
Le canton est créé le 10 février 1790 sous la Révolution française.
Monçay est absorbée par Lailli entre 1790 et 1794.
Le canton disparaît en 1801 (9 vendémiaire, an X) sous le Premier Empire ; Ardon et Ligni sont reversées dans le canton de La Ferté-Saint-Aubin ; Dri intègre le canton de Notre-Dame-de-Cléry et Lailli celui de Beaugency.

## Géographie
Le canton de Lailli comprend les six communes suivantes : Ardon, Dri, Jouy-le-Potier, Lailli, Ligni et Monçay.